# 아자피론
아자피론(Azapirone)은 불안 완화제, 항우울제 및 항정신병 약으로 사용되는 약물의 일종이다. 이들은 일반적으로 선택적 세로토닌 재흡수 억제제(SSRI)와 같은 다른 항우울제에 대한 추가 물질(Addon)로 사용될 수 있다.
부스피론이 있다.

## 같이 보기
- GABA
- 벤조디아제핀